# Rainer Erler
Horst Rainer Erler (* 26. August 1933 in München; † 8. November 2023 in Perth, Australien) war ein deutscher Schriftsteller, Regisseur und Filmproduzent.

## Leben und Wirken
Nach seinem Abitur war Rainer Erler Regieassistent unter anderem bei Paul Verhoeven und Franz Peter Wirth.
Herausragend aus seinen frühen Fernsehfilmen sind Seelenwanderung (1962) mit Hanns Lothar und Wolfgang Reichmann sowie Orden für die Wunderkinder (1963) mit Carl-Heinz Schroth und Edith Heerdegen. Große Beachtung fand auch die vom ZDF produzierte Science-Fiction-Reihe Das Blaue Palais (1974–1976), in der die Frage wissenschaftlicher Verantwortung behandelt wird. Weit über die deutschen Grenzen hinaus erlangte Erler Bekanntheit mit seinem Thriller Fleisch, der sich mit Organhandel beschäftigt. Erler drehte 1969 als erster Regisseur einen Film über den Widerstandskämpfer Georg Elser.

## Bedeutung
Rainer Erler galt als bedeutender Macher deutscher Science-Fiction-Filme und von Science Fiction im Fernsehen sowie Begründer des Subgenres Science-Thriller, das brisante gesellschaftliche, politische und wissenschaftliche Themen spannungsreich präsentiert.
Erlers Filme befassen sich mit Themen wie Kernenergie, Atommüll, Ethik in der wissenschaftlichen Forschung, Genmanipulation und Organhandel. Viele riefen bei der Ausstrahlung kontroverse Reaktionen hervor. Zurückblickend lassen sich viele seiner Produktionen als weitsichtig, fast prophetisch bezeichnen.
Sein Werk befindet sich im Archiv der Akademie der Künste in Berlin.

## Privates
Rainer Erler war mit der Koproduzentin seiner Filme, Renate Erler, verheiratet. Mit ihr hatte er zwei Kinder: eine Tochter, die in Australien verehelicht ist, und einen Sohn.
Nachdem die Erlers anfänglich die jeweils wärmere Jahreszeit in Oberbayern bzw. Australien verbracht hatten, verlegten sie in den letzten 15 Jahren ihren Lebensmittelpunkt zusehends ins westaustralische Perth, wo sie in Greenmount, im Osten der Stadt, lebten. Erler verstarb am 8. November 2023 im Alter von 90 Jahren in Perth.

## Auszeichnungen
Seine Filme und Erzählungen bekamen zahlreiche Preise. Zu vielen Filmen schrieb er auch das Drehbuch oder eine Romanfassung.
- 1965: Ernst-Lubitsch-Preis für die Regie von Seelenwanderung.
- 1970: Adolf-Grimme-Preis mit Gold für die Regie zu Der Attentäter (zusammen mit Hans Gottschalk).
- 1974: Adolf-Grimme-Preis mit Silber für Buch und Regie zu Sieben Tage.
- 1987: Kurd-Laßwitz-Preis für NEWS – Bericht über eine Reise in eine strahlende Zukunft in der Kategorie „Bester Film“ und für Play Future in der Kategorie „Beste deutschsprachige Kurzgeschichte“.
- 1989: Kurd-Laßwitz-Preis für Der Käse in der Kategorie „Beste deutschsprachige Kurzgeschichte“.
- 2004: Bundesverdienstkreuz am Bande.
- 2004: Deutscher Fantasy-Preis.
- 2006: Kurd-Laßwitz-Preis für An e-Star is born! in der Kategorie „Beste deutschsprachige Kurzgeschichte“.
- 2013: Deutscher Regiepreis Metropolis für sein Lebenswerk.

## Werke

### Filme
- 1961: Die Kuh (Kurzfilm)
- 1962: Marke Lohengrin
- 1962: Die Rache
- 1962: Seelenwanderung
- 1963: Der jähzornige junge Mann
- 1963: Lady Lobsters Bräutigam
- 1963: Sonderurlaub
- 1963: Der Hexer (Fernsehfilm)
- 1963: Orden für die Wunderkinder
- 1964: Die Gardine
- 1964: Lydia muss sterben
- 1964: Der Seitensprung
- 1965/1966: Das Bohrloch oder Bayern ist nicht Texas
- 1967: Der Dreispitz
- 1967: Fast ein Held (Kinofilm)
- 1968: Endkampf
- 1968: Professor Columbus (Kinofilm)
- 1969: Bahnübergang
- 1969: Herr Wolff hat seine Krise
- 1969: Der Attentäter
- 1970: Die Delegation
- 1972: Jan Billbusch (Fernsehserie, 16 Folgen)
- 1972: Der Amateur
- 1973: Sieben Tage
- 1974: Das Blaue Palais: Das Genie
- 1974: Das Blaue Palais: Der Verräter
- 1974: Das Blaue Palais: Das Medium
- 1975: Die Halde
- 1975: Die letzten Ferien
- 1976: Das Blaue Palais: Unsterblichkeit
- 1976: Das Blaue Palais: Der Gigant
- 1977: Operation Ganymed
- 1978: Plutonium
- 1979: Die Quelle
- 1979: Fleisch
- 1980: Ein Guru kommt
- 1981: Mein Freund der Scheich
- 1981: Der Spot oder Fast eine Karriere
- 1984: Gespenstergeschichten
- 1984: Das schöne Ende dieser Welt
- 1984: Geschichten aus der Heimat: Der letzte Stammtisch
- 1986: NEWS – Bericht über eine Reise in eine strahlende Zukunft
- 1989: Zucker – Eine wirklich süße Katastrophe
- 1991: Die Kaltenbach-Papiere (1. Teil: Sharon – 2. Teil: Eva)

### Romane
- Das Blaue Palais. Das Genie. Wilhelm Goldmann Verlag, München 1978, ISBN 3-442-03743-3.
- Das Blaue Palais. Der Verräter. Wilhelm Goldmann Verlag, München 1979, ISBN 3-442-03757-3.
- Das Blaue Palais. Das Medium. Wilhelm Goldmann Verlag, München 1979, ISBN 3-442-03767-0.
- Das Blaue Palais. Unsterblichkeit. Wilhelm Goldmann Verlag, München 1979, ISBN 3-442-03858-8.
- Das Blaue Palais. Der Gigant. Wilhelm Goldmann Verlag, München 1980, ISBN 3-442-03909-6.
- Delay – Verspätung. Wilhelm Goldmann Verlag, München 1982, ISBN 3-442-30014-2.
- Die Delegation, nach dem gleichnamigen Fernsehfilm von 1970. Bertelsmann Verlag, Gütersloh 1973. Fischer Orbit 44, Frankfurt am Main 1974, ISBN 3-436-02075-3. Wilhelm Goldmann Verlag, München 1978, ISBN 3-442-03701-8. Bastei-Lübbe, Bergisch Gladbach 1986, ISBN 3-404-10814-0.
- Ein Feuerzeichen
- Fleisch
- Die Kaltenbach-Papiere
- Die letzten Ferien
- Die Orgie
- Plutonium
- Reise in eine strahlende Zukunft, nach dem Film NEWS – Reise in eine strahlende Zukunft, 1986.
- Zucker
- Die Zweitfrau

### Storys
- Die Auserwählten
- Ausgeflippt oder die Zeugung des Heiligen Joshua von Missouri
- Bekenntnisse eines Voyeurs
- Bis daß mein Tod uns scheidet
- Der Commander
- Eine Liebesheirat
- Das Gelübde
- Die Heerschar Gottes
- Der Käse
- Kinderwunsch
- Die Liebenden von Manhattan
- Ein Plädoyer
- Recycling
- Der Schlangenmensch
- Die Traum-Maschine
- Das unglaublich schöne Tal
- Die unbefleckte Empfängnis der Angelina de Castillo y Cortez
- An e-Star is born!

### Anthologien
- Frank G. Gerigk (Hrsg.): Die Welten des Rainer Erler. Anthologie. p.machinery, Murnau 2017, ISBN 978-3-95765-085-6.